# Philodromus aryy
Philodromus aryy är en spindelart som beskrevs av Yuri M. Marusik 1991. Philodromus aryy ingår i släktet Philodromus och familjen snabblöparspindlar. Inga underarter finns listade i Catalogue of Life.